# Krkonošské hřbety
Krkonošské hřbety jsou geomorfologický podcelek Krkonoš. Jedná se o nejvyšší část pohoří lemující česko - polskou státní hranici. Na území České republiky leží částečně území Libereckého a částečně na území Královéhradeckého kraje. Nejvyšším vrcholem je Sněžka (1603 m), která je zároveň nejvyšším vrcholem celého pohoří.

## Geomorfologie
Krkonošské hřbety náleží do geomorfologického celku Krkonoš
. Severní svahy spadají do polského Janovického rudohoří, na západě je od Jizerských hor odděluje Novosvětský průsmyk. Skládá se z okrsků Slezský hřbet a Český hřbet, což je dvojice hlavních krkonošských rovnoběžně vedoucích hřbetů. Z jižního svahu Českého hřbetu a ve východní části i Slezského hřbetu vybíhají četné rozsochy, které společně tvoří přiléhající sousední podcelek Krkonošské rozsochy. Specifickým místem patřícím do Krkonošských hřbetů je Harrachovská kotlina, která je geomorfologickou částí v západním zakončení Slezského hřbetu.
| Geomorfologické členění Krkonoš                                                      | Geomorfologické členění Krkonoš | Geomorfologické členění Krkonoš                                                        |
| ------------------------------------------------------------------------------------ | ------------------------------- | -------------------------------------------------------------------------------------- |
| ČESKÁ VYSOČINA • Krkonošsko-jesenická subprovincie • Krkonošská oblast               |                                 |                                                                                        |
| KRKONOŠSKÉ HŘBETY                                                                    | Slezský hřbet                   | Západní Slezský hřbet (Vysoké kolo, 1510 m) Východní Slezský hřbet (Sněžka, 1603 m)    |
| KRKONOŠSKÉ HŘBETY                                                                    | Český hřbet                     | Západní Český hřbet (Kotel, 1435 m) Východní Český hřbet (Luční hora, 1556 m)          |
| KRKONOŠSKÉ ROZSOCHY                                                                  | Vilémovská hornatina            | Kapradnická hornatina (Bílá skála, 968 m) Rokytnická hornatina (Čertova hora, 1023 m)  |
| KRKONOŠSKÉ ROZSOCHY                                                                  | Vlčí hřbet                      | nečlení se (Vlčí hřeben, 1140 m)                                                       |
| KRKONOŠSKÉ ROZSOCHY                                                                  | Žalský hřbet                    | nečlení se (Mechovinec, 1081 m)                                                        |
| KRKONOŠSKÉ ROZSOCHY                                                                  | Černohorská hornatina           | Stráženská rozsocha (Zadní Planina, 1423 m) Černohorská rozsocha (Liščí hora, 1363 m)  |
| KRKONOŠSKÉ ROZSOCHY                                                                  | Růžohorská hornatina            | Růžohorská rozsocha (Růžová hora, 1396 m) Maloúpská rozsocha (Lysečinská hora, 1190 m) |
| KRKONOŠSKÉ ROZSOCHY                                                                  | Rýchory                         | nečlení se (Dvorský les, 1035 m)                                                       |
| VRCHLABSKÁ VRCHOVINA                                                                 | Janský hřbet                    | nečlení se (Zlatá vyhlídka S, 810 m)                                                   |
| VRCHLABSKÁ VRCHOVINA                                                                 | Lánovská vrchovina              | nečlení se (Sovinec, 765 m)                                                            |
| PROVINCIE • Subprovincie • Oblast / Celek / PODCELEK • Okrsek • Podokrsek • (vrchol) |                                 |                                                                                        |

## Vrcholy

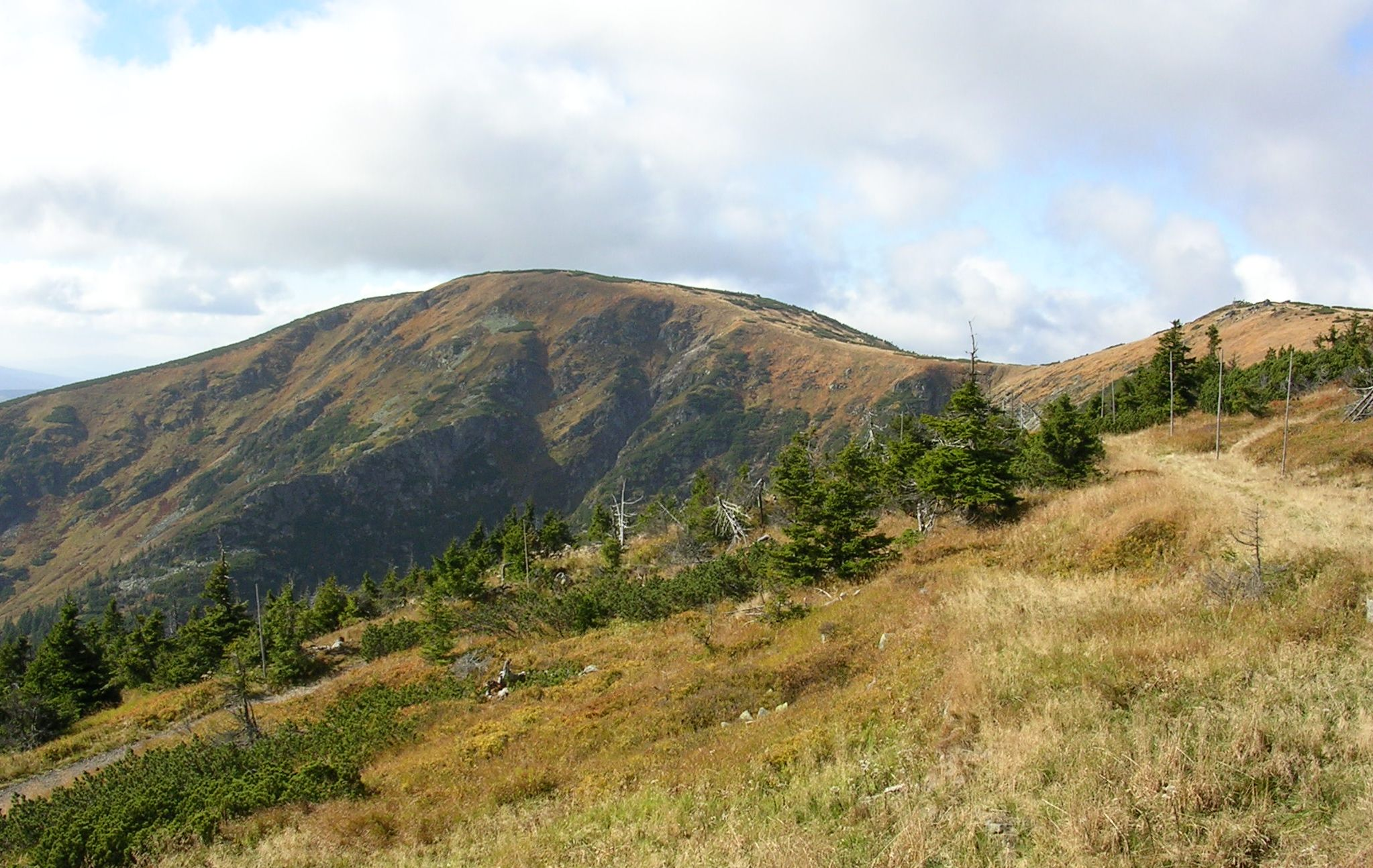
Kotel od východu

V Krkonošských hřbetech se kromě Zadní Planiny vyskytují veškeré krkonošské vrcholy vyšší 1400 metrů. Drtivá většina vrcholů je soustředěna do os obou hřbetů, bočních vrcholů je minimum, některé již geomorfologicky patří do Krkonošských rozsoch. Slezský hřbet je vymezen na západě Mrtvým vrchem a na východě Čelem. Český hřbet je vymezen na západě Ptačincem a na východě Studniční horou.

## Vodstvo
Slezský hřbet tvoří hlavní evropské rozvodí Severního a Baltského moře. Severní svahy spadají do povodí Odry, jižní do povodí Labe. Do jeho povodí spadá kompletně i Český hřbet. V prostoru Krkonošských hřbetů pramení významnější toky Labe, Bílé Labe, Úpa, Malá Úpa a Mumlava.

## Stavby
Jediným významnějším sídlem, jehož souvislá zástavba z větší části leží v prostoru Krkonošských hřbetů, je Harrachov, významněji sem zasahuje ještě Špindlerův Mlýn. Jinak se zde vyskytují luční enklávy s roztroušenou zástavbou, ve vrcholových partiích pak izolované horské boudy. Kromě nich se lze na hřebenech potkat i s nedokončeným opevněním budovaným před druhou světovou válkou proti nacistickému Německu.